# Schönberg-Lachtal
Schönberg-Lachtal è una frazione di 428 abitanti del comune austriaco di Oberwölz, nel distretto di Murau (Stiria). Già comune autonomo, il 1º gennaio 2015 è stato fuso con i comuni di Oberwölz Stadt, Oberwölz Umgebung e Winklern bei Oberwölz per costituire la nuova città-comune (Stadtgemeinde).